# Hieronim Domaniowski
Hieronim Domaniowski (Domaniewski) przezywany Pieroga herbu Lubicz – łowczy przemyski w latach 1554-1563, dworzanin Zygmunta I Starego w 1542 roku, dworzanin królowej Elżbiety Habsburżanki, służący w 4 konie w latach 1544-1545, przeniesiony do dworzan 5-konnych w 1545 roku, dworzanin konny królowej Barbary Radziwiłłówny, służący w 5 koni, kredencarz lub piwniczny w latach 1548-1551, przebywał na dworze królewskim w latach 1557-1564.
Poseł ziemi trembowelskiej na sejm warszawski 1563/1564 roku, przeciwnik egzekucji dóbr królewskich.